# 新明嘉規
新明 嘉規（しんめい よしのり、1972年9月16日 - ）は、武蔵川部屋に所属した元大相撲力士。本名同じ。最高位は東幕下12枚目（1999年1月場所）。

## 来歴
千葉県佐倉市出身。佐倉市立佐倉中学校では柔道部に所属し、県大会で優勝。全国大会では沖縄県代表の真喜志慶治に僅差で敗れた。八千代松陰高等学校ではレスリング部に入り、1990年のインターハイに出場し、115㎏級で優勝。卒業後は専修大学に入り、レスリングを続けたが、2年で中退、大学時代は大会出場の経験はなかった。地元のレスリングクラブの先生に頼み、中央大学相撲部監督を介して、武蔵川部屋を紹介され、武蔵川部屋に入門した。1992年7月場所で初土俵を踏む。入門後は序二段と三段目を往復する時期が続き、左ひざのケガもあったが、1996年11月場所で三段目優勝した。翌場所、初めて幕下に昇進したが、全休で三段目に戻った。この場所で勝ち越し、再び幕下に上がってから一度三段目に落ちたが、その後は幕下に定着した。最高位は幕下12枚目で、全勝であれば十両に昇進でき、3度この地位まで登り詰めたが、いずれも負け越しに終わり、幕下1ケタに上がることはなかった。
2000年3月場所から弓取式を務め、2002年1月場所まで続けた。翌2002年3月場所限り、29歳で引退した。